# Экономика Колумбии
Колумбия — индустриально-аграрная страна.  ВВП Колумбии является четвертым по величине среди стран Латинской Америки.  Нефть является главным экспортируемым товаром Колумбии и составляет 45 % от общего объема экспорта. IT-отрасль развивается в стране быстрее, чем во всех остальных странах мира; Колумбия имеет самую длинную волоконно-оптическую сеть в Латинской Америке.  За последние десятилетия страна пережила экономический бум: так, её ВВП увеличился со $120 млрд в 1990 году до почти $700 млрд в 2014 году. ВВП на душу населения вырос с $1500 в 1990 году до почти $14 000 в 2015. Такие отрасли промышленности, как судостроение, электроника, автомобилестроение, туризм, строительство и добыча полезных ископаемых, активно развивались в течение 2000-х и 2010-х годов, однако большая часть экспорта Колумбии по-прежнему приходится на сырьевые товары. Колумбия является вторым по величине производителем электроники и бытовой техники в Латинской Америке, уступая только Мексике. В 2006 г. рост колумбийской экономики составлял 6,8 %, а в 2007 году зафиксирован самый значительный за последние 30 лет рост ВВП — на уровне 7,53 %. Столь высокий показатель был достигнут главным образом благодаря иностранным инвестициям и строительному «буму» в стране, согласно анализу Associated Press. 
В 2007 году рост объёма строительства составил 13,3 %, при этом наибольший вклад в рост этого показателя внесло расширение строительных работ в колумбийской столице и главных курортных зонах, в частности, на туристическом курорте Картахена.
Иностранные инвесторы также поучаствовали в росте ВВП Колумбии, постоянно увеличивая объем вложений в 2007 г. Эта тенденция сохранилась в 2008 году — только за первые два месяца 2008 года объём иностранных вложений достиг 1,75 млрд долл. и превысил аналогичный показатель предыдущего года более чем в два раза.
Комментируя полученные данные, президент Колумбии Альваро Урибе выразил свою обеспокоенность растущей инфляцией в стране и ростом курса песо по отношению к доллару, что негативно сказывается на прибыльности колумбийских экспортеров.
Количество туристов в Колумбии растет более чем на 12 % в год. По прогнозам, к 2023 году в Колумбии будет более 15 миллионов туристов.

## Статистика
В следующей таблице показаны основные экономические показатели за 1980—2017 года. Инфляция менее 5 % обозначена зелёной стрелкой.
| Год  | ВВП (ППС) (в млрд долл. США) | ВВП на душу населения (ППС) (в долл. США) | Рост ВВП (реальный) | Уровень инфляции (в процентах) | Безработица (в процентах) | Государственный долг (в процентах от ВВП) |
| ---- | ---------------------------- | ----------------------------------------- | ------------------- | ------------------------------ | ------------------------- | ----------------------------------------- |
| 1980 | 78,9                         | 2772                                      | ▲4,4 %              | ▲25,9 %                        | 5,4 %                     | н/д                                       |
| 1981 | ▲88,2                        | ▲3032                                     | ▲2,2 %              | ▲27,4 %                        | ▲6,5 %                    | н/д                                       |
| 1982 | ▲94,5                        | ▲3181                                     | ▲0,9 %              | ▲24,8 %                        | ▲7,1 %                    | н/д                                       |
| 1983 | ▲99,8                        | ▲3288                                     | ▲1,6 %              | ▲19,6 %                        | ▲8,7 %                    | н/д                                       |
| 1984 | ▲106,8                       | ▲3446                                     | ▲3,4 %              | ▲16,2 %                        | ▲9,0 %                    | н/д                                       |
| 1985 | ▲113,7                       | ▲3691                                     | ▲3,1 %              | ▲24,1 %                        | ▼8,7 %                    | н/д                                       |
| 1986 | ▲122,7                       | ▲3904                                     | ▲5,8 %              | ▲18,8 %                        | ▼7,7 %                    | н/д                                       |
| 1987 | ▲132,6                       | ▲4132                                     | ▲5,4 %              | ▲23,3 %                        | ▼7,4 %                    | н/д                                       |
| 1988 | ▲142,8                       | ▲4359                                     | ▲4,1 %              | ▲28,1 %                        | ▼6,5 %                    | н/д                                       |
| 1989 | ▲153,4                       | ▲4588                                     | ▲3,4 %              | ▲25,8 %                        | ▲6,8 %                    | н/д                                       |
| 1990 | ▲165,9                       | ▲4862                                     | ▲4,3 %              | ▲29,1 %                        | ▼6,6 %                    | н/д                                       |
| 1991 | ▲175,5                       | ▲5039                                     | ▲2,4 %              | ▲30,3 %                        | ▼6,4 %                    | н/д                                       |
| 1992 | ▲187,3                       | ▲5273                                     | ▲4,4 %              | ▲27,0 %                        | ▼5,9 %                    | н/д                                       |
| 1993 | ▲202,8                       | ▲5600                                     | ▲5,7 %              | ▲22,5 %                        | ▼5,0 %                    | н/д                                       |
| 1994 | ▲217,7                       | ▲5906                                     | ▲5,1 %              | ▲22,8 %                        | ▼4,9 %                    | н/д                                       |
| 1995 | ▲233,8                       | ▲6237                                     | ▲5,2 %              | ▲20,9 %                        | ▲5,6 %                    | н/д                                       |
| 1996 | ▲243,0                       | ▲6378                                     | ▲2,1 %              | ▲20,8 %                        | ▲7,8 %                    | 23,1 %                                    |
| 1997 | ▲255,6                       | ▲6623                                     | ▲3,4 %              | ▲18,5 %                        | ▲7,9 %                    | ▲25,1 %                                   |
| 1998 | ▲259,9                       | ▲6629                                     | ▲0,6 %              | ▲18,7 %                        | ▲9,7 %                    | ▲27,3 %                                   |
| 1999 | ▼252,8                       | ▼6367                                     | ▼−4,2 %             | ▲10,8 %                        | ▲13,1 %                   | ▲33,8 %                                   |
| 2000 | ▲266,1                       | ▲6603                                     | ▲2,9 %              | ▲9,2 %                         | ▲13,3 %                   | ▲37,7 %                                   |
| 2001 | ▲276,7                       | ▲6780                                     | ▲1,7 %              | ▲8,0 %                         | ▲15,0 %                   | ▲40,8 %                                   |
| 2002 | ▲288,0                       | ▲6968                                     | ▲2,5 %              | ▲6,4 %                         | ▲15,6 %                   | ▲47,2 %                                   |
| 2003 | ▲305,2                       | ▲7294                                     | ▲3,9 %              | ▲7,1 %                         | ▼14,1 %                   | ▼44,7 %                                   |
| 2004 | ▲330,4                       | ▲7797                                     | ▲5,3 %              | ▲5,9 %                         | ▼13,7 %                   | ▼41,2 %                                   |
| 2005 | ▲357,0                       | ▲8325                                     | ▲4,7 %              | ▲5,1 %                         | ▼11,8 %                   | ▼38,3 %                                   |
| 2006 | ▲392,7                       | ▲9046                                     | ▲6,7 %              | ▲4,3 %                         | ▲12,0 %                   | ▼35,8 %                                   |
| 2007 | ▲430,9                       | ▲9810                                     | ▲6,9 %              | ▲5,5 %                         | ▼11,2 %                   | ▼32,5 %                                   |
| 2008 | ▲455,0                       | ▲10 235                                   | ▲3,5 %              | ▲7,0 %                         | ▲11,3 %                   | ▼32,1 %                                   |
| 2009 | ▲465,9                       | ▲10 360                                   | ▲1,7 %              | ▲4,2 %                         | ▲12,0 %                   | ▲35,2 %                                   |
| 2010 | ▲490,4                       | ▲10 776                                   | ▲4,0 %              | ▲2,3 %                         | ▼11,8 %                   | ▲36,4 %                                   |
| 2011 | ▲533,5                       | ▲11 587                                   | ▲6,6 %              | ▲3,4 %                         | ▼10,8 %                   | ▼35,7 %                                   |
| 2012 | ▲565,3                       | ▲12 136                                   | ▲4,0 %              | ▲3,2 %                         | ▼10,4 %                   | ▼34,1 %                                   |
| 2013 | ▲602,4                       | ▲12 785                                   | ▲4,9 %              | ▲2,0 %                         | ▼9,7 %                    | ▼37,8 %                                   |
| 2014 | ▲640,2                       | ▲13 432                                   | ▲4,4 %              | ▲2,9 %                         | ▼9,1 %                    | ▲43,7 %                                   |
| 2015 | ▲666,9                       | ▲13 835                                   | ▲3,1 %              | ▲5,0 %                         | ▼8,9 %                    | ▲50,6 %                                   |
| 2016 | ▲689,2                       | ▲14 138                                   | ▲2,0 %              | ▲7,5 %                         | ▲9,2 %                    | ▲50,7 %                                   |
| 2017 | ▲714,0                       | ▲14 485                                   | ▲1,8 %              | ▲4,3 %                         | ▲9,3 %                    | ▼49,4 %                                   |

## Сельское хозяйство
В сельском хозяйстве занято 22,7 % людей трудоспособного возраста. Пригодные для обработки земли занимают пятую часть территории страны. Из продовольственных культур выращивается маниока, рис и картофель (2,6 млн т). Из технических культур выращивается хлопчатник, какао-бобы (47,1 тыс т) и сахарный тростник (38,2 млн т). На карибском побережье на плантациях выращиваются бананы. Колумбия почти полностью удовлетворяет свои потребности в продовольствии. Одной из главных статей экспорта является кофе, по производству которого Колумбия находится на 3 месте в мире (660 тыс т). Доля сельскохозяйственной продукции в экспорте Колумбии достигает 23,5 %.
Животноводство выражено, в основном, мелкими хозяйствами, около 400 тысяч ферм. Поголовье крупного рогатого скота в стране составляет приблизительно 24 млн голов. Колумбия является одной из ведущих стран Южной Америки по выращиванию буйволов.
Колумбия обладает позитивными условиями для развития рыболовства. Страну омывают воды Тихого океана и Карибского моря. Однако рыбный промысел здесь развит довольно слабо. Существенная часть рыбной продукции уходит на экспорт. Морской промысел в Колумбии ведётся на тунца, креветок, белую рыбу, анчоусы и сельдь. Пресноводная рыбная ловля осуществляется на реках Магдалена, Ориноко и Амазонке, активно развивается аквакультура — одним из основных её направлений является выращивание лосося. Также в стране подходящие условия для спортивной рыбалки.

## Промышленность
В промышленности занято 18,7 % людей трудоспособного возраста.

### Горнодобывающая промышленность
Недра страны богаты полезными ископаемыми. На Колумбию приходится 90 % добываемых в мире изумрудов, практически все месторождения находятся в двух департаментах страны: Бойака и Кундинамарка. Камни в основном обрабатываются внутри страны — в Боготе или Медельине. Государство ведёт жесткий контроль экспорта.
В 1950-х годах в Колумбии обнаружены запасы нефти. Основные месторождения нефти находятся около города Барранкабермеха и на юго-востоке страны. При том, что объем разведанных запасов нефти сокращается. Объем добычи нефти в 2017 году оценивается в 866 тыс. баррелей в день, что выводит Колумбию на 23 место в Мире по этому показателю. 
Огромны запасы каменного угля (17 млрд т), большая часть приходится на месторождение Эль-Серрехон. Добываются также золото, железная и медная руды.

### Обрабатывающая промышленность
На долю обрабатывающей промышленности приходится 19 % ВВП. Крупнейшими промышленными центрами являются города Богота, Медельин и Кали; в Медельине располагаются основные текстильные фабрики. Основные продукты обрабатывающей промышленности:
- продовольствие
- текстильные изделия
- химикаты
- машины и оборудование

## Энергетика
Суммарные запасы энергоносителей страны оцениваются в размере 7,254 млрд тут (в угольном эквиваленте). На конец 2019 года электроэнергетика страны в соответствии с данными EES EAEC характеризуется следующими показателями. Установленная мощность – нетто электростанций - 19009  МВт, в том числе: тепловые электростанции, сжигающие органическое топливо (ТЭС) - 36,2  % ,  возобновляемые источники энергии (ВИЭ) -  63,8 %.  Производство электроэнергии-брутто - 80590  млн. кВт∙ч , в том числе:  ТЭС - 32,0 %  , ВИЭ -  68,0 %.  Конечное  потребление  электроэнергии  -  67171  млн. кВт∙ч, из которого: промышленность - 33,2  %,  транспорт - 0,2 %, бытовые потребители - 36,9 %, коммерческий сектор и предприятия общего пользования -  24,3 %, сельское, лесное хозяйство и рыболовство - 1,2 %, другие потребители - 4,1 %. Показатели энергетической эффективности за 2019 год: душевое потребление валового внутреннего продукта по паритету покупательной способности (в номинальных ценах) - 15633 долларов, душевое (валовое) потребление электроэнергии - 1360 кВт∙ч, душевое потребление электроэнергии населением - 502 кВт∙ч. Число часов использования установленной мощности-нетто электростанций - 4229 часов

## Транспорт
Аэропорты
- всего — 984, в том числе
  - с твердым покрытием — 101
  - без твердого покрытия — 883

Железные дороги
- всего — 3304 км, в том числе
  - с широкой колеей — 150 км
  - с узкой колеей — 3154 км

Автодороги
- всего — 112 988 тыс. км, в том числе
  - с твердым покрытием — 16 270 тыс. км
  - без твердого покрытия — 96 718 тыс. км

Водный транспорт
- всего — 17 судов водоизмещением 42 413 грт/58 737 дедвейт
  - сухогрузы — 13
  - перевозчики газа — 1
  - танкеры — 3

## Торговля
- Экспорт: 24,86 млрд долларов

Портрет и автограф Сукре на денежной единице песо оро Колумбии, 1947

- Статьи экспорта: нефть, кофе, уголь, никель, изумруды, бананы.
- Партнеры по экспорту: США 41,8 %, Венесуэла 9,9 %, Эквадор 6,3 %
- Импорт: 24,33 млрд долларов
- Статьи импорта: промышленные изделия, транспортные изделия, бумага, электроэнергия
- Партнеры по импорту: США 28,5 %, Мексика 8,3 %, Китай 7,6 %, Бразилия 6,5 %, Венесуэла 5,7 %

## Доходы населения

### Минимальный размер оплаты труда
Согласно декрету, принятому 30 декабря 2009 года, минимальная заработная плата в Колумбии увеличится на 3,64 процента и составит 515,000 песо в 2010 году. С 2018 года минимальный размер оплаты труда в Колумбии составляет 781 242 песо ($273,43). С 1 января 2020 год минимальный размер оплаты труда в Колумбии составляет 877 802 песо ($267.76), плюс обязательная транспортная субсидия в размере 102 854 песо ($31.71). То есть всего около 980 656 песо ($299.14) в месяц.

## Денежная единица
песо 22-03 К4 